# Лівіу-Дітер Нісіпяну
Лівіу-Дітер Нісіпяну (рум. Liviu-Dieter Nisipeanu; 1 серпня 1976, Брашов) — румунський шахіст, представник Німеччини від 2014, гросмейстер від 1997 року.

## Шахова кар'єра
1996 року переміг на турнірі в Будапешті а також Балатонберені. Виграв також срібну медаль на чемпіонаті Європи серед юніорів до 20-ти років у Шіофокі. У 1997 i 1998 роках святкував перемоги в Бухаресті, а 1999 року — в Келіменешті. Того самого року досягнув також значного успіху, пройшовши до найкращої четвірки чемпіонату світу ФІДЕ, що проходив за нокаут-системою в Лас-Вегасі (у півфіналі програв Олександрові Халіфману, але перед цим усунув, зокрема, Олексія Широва та Василя Іванчука). 2003 року переміг у Хуан Доліо та на турнірах за швейцарською системою в Сен-Венсані i Андорра-ла-Вельї, a також на щорічному турнірі в Пуне (разом з Рустамом Касимджановим). 2004 року потрапив до 4-го раунду чемпіонату світу в Триполі (в якому поступився Андрієві Харлову). 2005 року досягнув найбільшого успіху в кар'єрі, здобувши у Варшаві звання чемпіона Європи. 2006 року переміг (разом з Магнусом Карлсеном i Володимиром Малаховим) на турнірі Босна в Сараєво.
Чотириразовий медаліст чемпіонатів Румунії в особистому заліку: тричі золотий (1993, 1996, 2002), а також срібний (1997). Між 1996 і 2008 роками шість разів узяв участь у шахових олімпіадах,був також триразовим (1999, 2005, 2009) учасником командних чемпіонатів Європи.
2005 року став першим румунським гравцем, який перетнув позначку 2700 пунктів рейтингу Ело. Станом на 1 жовтня того року мав 2707 пунктів i посідав 15-те місце в світовій класифікації ФІДЕ.

## Зміни рейтингу
| На цьому місці має відображатися графік чи діаграма, однак з технічних причин його відображення наразі вимкнено. Будь ласка, не видаляйте код, який викликає це повідомлення. Розробники вже працюють для того, щоби відновити штатне функціонування цього графіка або діаграми. | |
| | На цьому місці має відображатися графік чи діаграма, однак з технічних причин його відображення наразі вимкнено. Будь ласка, не видаляйте код, який викликає це повідомлення. Розробники вже працюють для того, щоби відновити штатне функціонування цього графіка або діаграми. |